# Антебеллум
«Антебе́ллум» (англ. Antebellum, від лат. ante bellum — «перед війною») — американський психологічний трилер з елементами фільмів жахів 2020 року випуску. Світова прем'єра відбулася 2 вересня 2020 року; в Україні — 17 вересня. 18 вересня відбулася світова дигітальна прем'єра.
Режисери — Жерард Буш і Крістофер Ренц.

## Стислий зміст
Вероніка Генлі, успішна та відома письменниця, викрадена і перебуває в жахітливій реальності. Тут вона і інші афроамериканці змушені працювати й жити як раби — на південній плантації напередодні Громадянської війни. Знаючи про своє становище, Генлі змушена одночасно планувати втечу, щоби звільнити своїх однодумців, а також спробувати знайти спосіб повернутися до свого часу.

## Знімалися
- Роберт Арамайо
- Джек Г'юстон
- Кірсі Клемонс
- Лілі Коулз
- Ерік Ланж
- Джена Мелоун
- Жанель Моне
- Марк Річардсон
- Габурі Сідібе
- Тонгаї Чіріса